# Mel Granda
Melissa Granda (Montreal, 28 de agosto de 1987), más conocida por su nombre artístico Mel Granda, es una empresaria y cantante canadiense de ascendencia peruana. Junto a su esposo Nahim Jorge Bonilla, ha desarrollado una prolífica carrera como empresaria en los sectores del entretenimiento, la gastronomía y la gestión de talentos, primero en su ciudad natal y más tarde en Miami, Florida, donde fundaron el popular restaurante Mandrake. Con base en Miami, en 2023 crearon la compañía discográfica Ruido Callejero Music, enfocada en los géneros urbano y latino.
En octubre de 2023 y a través de Ruido Callejero Music, Granda debutó oficialmente como artista musical con el sencillo «After Party», una colaboración con Osmani García y Busy Signal que alcanzó el primer puesto de la lista latina de iTunes en Estados Unidos, y se posicionó en dos rankings de la revista estadounidese Billboard: Latin Digital Song Sales en el puesto 7 y Dance/Electronic Digital Song Sales en el puesto 13. Desde su debut como cantante, Granda ha realizado otras colaboraciones como «Descodifícame» con Kevin Roldán y Poo Bear, y «Sicaria» con este último y Jowell & Randy. En febrero de 2024, se presentó por primera vez en el Festival Vibra Urbana Miami, el festival de música reggaetón más grande de Estados Unidos.

## Biografía y carrera
Melissa Granda nació el 28 de agosto de 1987 en Montreal, Quebec, Canadá, de padres peruanos. Allí conoció a Nahim Jorge Bonilla —mexicano radicado en Canadá y sobrino nieto del actor mexicano Héctor Bonilla— con quien se casó y formó familia. La pareja ha desarrollado una prolífica carrera conjunta como empresarios en los sectores del entretenimiento, la gastronomía y la gestión de talentos. Junto a su esposo, Granda fundó la compañía de producción de eventos «M.E.L. Productions (Music Events Latino-Americanos)» en Montreal, trabajando con artistas latinos como Luis Vargas y Raulín Rodríguez. Granda y Bonilla se convirtieron en los primeros productores en llevar a los escenarios de Montreal a cuatro artistas latinoamericanos: Karol G, Noriel, Darell y Almighty, además de grupos de bachata y salsa. Previo a la fundación de M.E.L., la pareja había incursionado en otros proyectos como el restobar Barbe Bleue y la discoteca Ruby WU, llamada así en honor a su hija Ruby. También adquirieron una sala de conciertos llamada RoseWood, donde el Grupo Niche dio un espectáculo ganador del premio Latin Awards Canada al mejor concierto. Pocos meses antes del comienzo de pandemia de COVID-19 en 2020, Granda y Bonilla recibieron una propuesta que los llevó a relocalizarse a Miami, Florida, mudándose a una lujosa casa que había pertenecido a DJ Khaled y generando lazos con la industria de entretenimiento local. En Miami Beach, fundaron un restaurante y salón de lujo llamado Mandrake, especializado en cocina nikkei, el cual se convirtió en lugar de moda en la ciudad y cimentó aún más su reputación como empresarios gastronómicos.
En abril de 2023, la pareja lanzó su propia compañía discográfica, Ruido Callejero Music, con el objetivo de impulsar a nuevos artistas de la música latina. Según Billboard Argentina, ante el lanzamiento de la compañía, «los nuevos productores y managers fueron muy bien recibidos por la industria del entretenimiento, generando una gran expectativa». La revista también señaló que: «Ambos se complementan a la perfección. Granda, con su experiencia en la música y productora de eventos, aporta una visión creativa y detallista en la construcción de los cantantes. Por su parte, Nahim, con su trayectoria como empresario y manager, brinda una dimensión segura y un enfoque único en la música de sus producciones y contratos.» En ocasión del lanzamiento de Ruido Callejero Music, Forbes México la definió como «una discográfica con una perspectiva fresca cuyo objetivo es mostrar la riqueza cultural de la música latina al producir artistas en cualquier género musical». Entrevistados por la revista, Granda y Bonilla expresaron su interés por la fusión de la gran variedad de estilos dentro de la música latina, que incluye géneros diversos como la salsa, la cumbia, el merengue y el reggaetón.
El 5 de octubre de 2023, Granda debutó oficialmente como artista musical a través de Ruido Callejero con el lanzamiento del sencillo «After Party», una colaboración con el cubano Osmani García y el jamaiquino Busy Signal. La canción alcanzó el primer puesto de la lista latina de iTunes en Estados Unidos, además de posicionarse en dos listas de Billboard: Latin Digital Song Sales en el puesto 7 y Dance/Electronic Digital Song Sales en el puesto 13. Entrevistado por The Jamaica Star, el productor Crawba Genius señaló que la idea detrás de la colaboración  era fusionar la cultura musical latina con la del dancehall, género en el que Busy Signal es considerado referente. Granda colaboró nuevamente con el jamaiquino, además del colombiano Maycol Riddim, en su segundo sencillo «Party Nice», lanzado el 17 de noviembre de 2023. El 1 de diciembre del mismo año, lanzó su tercer sencillo «I Do», una colaboración con Crawba Genius y el jamaiquino Jah Vinci.
Su siguiente sencillo fue «Descodifícame», lanzado el 26 de enero de 2024, junto al colombiano Kevin Roldán y el reconocido productor estadounidense Poo Bear. La canción estuvo acompañada por un video musical dirigido por Guillermo Director en el cual, tras una referencia a la película Matrix, la cantante se sumerge en un mundo que combina la realidad y la fantasía. El 8 de febrero de 2024, Granda colaboró con los dominicanos Tivi Gunz y Drumz Lt en el sencillo «Yo te espero». El día 18 del mismo mes, Granda se presentó en el Festival Vibra Urbana en Miami, el festival de música reggaetón más grande de Estados Unidos, integrando un lineup compuesto por artistas como Anuel AA, Rauw Alejandro, Bizarrap y Arcángel, entre otros. El sencillo más reciente de Granda es «Sicaria», lanzado el 15 de marzo de 2024, en el que colaboró nuevamente con Poo Bear, además del reconocido dúo puertorriqueño Jowell & Randy. El videoclip, a cargo de Guillermo Figueredo, sigue a dos hombres enamorados de la cantante, quien se muestra reacia a comprometerse con ninguno de ellos. Granda anunció que «Sicaria» es un adelanto de su próximo EP, producido por Poo Bear y con lanzamiento previsto en 2024.

## Discografía

### Sencillos
| Título                                                                | Detalles |
| --------------------------------------------------------------------- | --- |
| «After Party (feat. Crawba Genius)» (con Osmani García y Busy Signal) | - Lanzamiento: 5 de octubre de 2023 - Duración: 4:24 - Discográfica: Ruido Callejero Music - Formato: Descarga digital, streaming    |
| «Party Nice (feat. Crawba Genius)» (con Busy Signal y Maycol Riddim)  | - Lanzamiento: 17 de noviembre de 2023 - Duración: 2:55 - Discográfica: Ruido Callejero Music - Formato: Descarga digital, streaming |
| «I Do» (con Jah Vinci y Crawba Genius)                                | - Lanzamiento: 1 de diciembre de 2023 - Duración: 3:19 - Discográfica: Ruido Callejero Music - Formato: Descarga digital, streaming  |
| «Descodifícame» (con Kevin Roldán y Poo Bear)                         | - Lanzamiento: 26 de enero de 2024 - Duración: 3:07 - Discográfica: Ruido Callejero Music - Formato: Descarga digital, streaming     |
| «Yo te espero» (con Tivi Gunz y Drumz Lt)                             | - Lanzamiento: 8 de febrero de 2024 - Duración: 2:28 - Discográfica: Ruido Callejero Music - Formato: Descarga digital, streaming    |
| «Sicaria» (con Jowell & Randy y Poo Bear)                             | - Lanzamiento: 15 de marzo de 2024 - Duración: 3:24 - Discográfica: Ruido Callejero Music - Formato: Descarga digital, streaming     |